# The Debt
The Debt (bra: No Limite da Mentira; prt: A Dívida) é um filme britano-americano de suspense, dirigido por John Madden e escrito por Matthew Vaughn, Jane Goldman e Peter Straughan. É um remake do longa israelense Ha-Hov. É estrelado por Helen Mirren, Sam Worthington, Jessica Chastain, Jesper Christensen, Marton Csokas, Ciarán Hinds e Tom Wilkinson. Originalmente marcado para lançamento em julho de 2010 no Reino Unido[carece de fontes?] e dezembro nos Estados Unidos, o filme foi exibido apenas em festivais em 2010 e começo de 2011. Ele só foi finalmente lançado comercialmente em agosto de 2011.

## Sinopse
Rachel Singer, David Peretz e Stefan Gold, três agentes secretos do Mossad, são enviados em 1965 em uma missão para matar o criminoso nazista Dieter Vogel. Trinta anos depois, um homem que afirma ser Vogel aparece na Ucrânia, forçando Rachel a voltar a ativa a fim de descobrir a verdade.

## Elenco
- Helen Mirren como Rachel Singer em 1997
- Jessica Chastain como Rachel Singer em 1965 e 1970
- Ciarán Hinds como David Peretz em 1997
- Sam Worthington como David Perets em 1965 e 1970
- Tom Wilkinson como Stefan Gold em 1997
- Marton Csokas como Stefan Gold em 1965 e 1970
- Jesper Christensen como Dieter Vogel
- Romi Aboulafia como Sarah Gold